# Giulio De Benedetti
Giulio De Benedetti (Asti, 13 ottobre 1890 – Torino, 15 gennaio 1978) è stato un giornalista italiano, direttore de La Stampa dal 1948 al 1968.

## Biografia
Entrò a La Stampa nel 1910, assunto dal direttore Alfredo Frassati come stenografo e cronista; nel 1912 fu nominato corrispondente dalla Svizzera. Nell'estate del 1914 realizzò uno scoop, descrivendo per primo la mobilitazione dell'esercito tedesco verso la Francia.

### AllaGazzetta del Popolo
Nel 1919 passò alla concorrente Gazzetta del Popolo. A Mosca intervistò Lev Trockij e Nikolaj Bucharin; nel 1923 a Monaco di Baviera ebbe l'occasione di intervistare Adolf Hitler prima del fallito "Putsch di Monaco". Dal 1927 al 1930 fu condirettore del quotidiano torinese. Licenziato per antifascismo, nel 1931 torna alla Stampa per il diretto interessamento del senatore Giovanni Agnelli, proprietario del giornale. Di religione ebraica, dopo l'approvazione delle leggi razziali fasciste (1938), avrebbe dovuto essere licenziato. Sempre per l'intervento del senatore Agnelli continuò a scrivere per la testata sabauda sotto falso nome oppure come anonimo.

### AllaStampa

Giulio De Benedetti

Dopo l'8 settembre 1943 De Benedetti fu costretto a riparare in Svizzera per sfuggire alla deportazione. Dopo la Liberazione fu vicedirettore del quotidiano liberale L'Opinione. Nel 1946 passò alla Stampa come caporedattore; nel gennaio 1948 ne divenne direttore, subentrando a Filippo Burzio e mantenne l'incarico per vent'anni, dal 1948 al 1968, dirigendo anche l'edizione pomeridiana Stampa Sera. Alla Stampa De Benedetti riuscì ad attuare il progetto di "quotidiano popolare". Nella gerarchia delle notizie, mise al primo posto la cronaca rispetto alla politica. Portò la tiratura del quotidiano a 500 000 copie giornaliere (600.000 la domenica), ponendolo come diretto concorrente del «Corriere della Sera».
De Benedetti firmò con il nome completo gli articoli di fondo e curò una rubrica di dialogo coi lettori: Specchio dei tempi. La rubrica ricevette in vent'anni quasi un milione di lettere. Sostenne che il successo di un quotidiano dipendesse dal mercato locale: due terzi delle vendite dovevano provenire dai lettori piemontesi. Ciò non impedì a La Stampa di diventare un giornale di primo piano anche in ambito nazionale: alla metà degli anni sessanta il quotidiano torinese vendeva in media 375 000 copie giornaliere in Italia.  Usava firmare i corsivi in prima pagina con la sigla «Gdb».
Ebbe una figlia, Simonetta (1921-2006), nata a Berlino, nel periodo durante il quale il padre lavorava come corrispondente. Nel 1950 la figlia si sposò con Eugenio Scalfari.
Giulio De Benedetti è sepolto nel cimitero di Rosta (TO).